# منتخب النيجر لكرة القدم للسيدات
منتخب النيجر لكرة القدم للسيدات (بالفرنسية: Équipe du Niger féminine de football)‏ هو ممثل النيجر الرسمي في المنافسات الدولية في كرة القدم للسيدات، يديريه اتحاد النيجر لكرة القدم.